# محمدعارف رحمانی
محمدعارف رحمانی (زاده ۱۳۵۳ در غزنی) سیاستمدار، نماینده مردم غزنی در دور شانزدهم و هفدهم مجلس نمایندگان افغانستان و از اعضای شورای عالی جنبش روشنایی است. وی در دوره هفدهم مجلس نمایندگان معاون کمیسیون امور دفاعی است.

## زندگی‌نامه
محمدعارف رحمانی متولد ۱۳۵۴ از ولسوالی قره‌باغ ولایت غزنی است. وی تحصیلات دانشگاهی خود را در رشته الاهیات و فلسفه از دانشگاه مرکز جهانی علوم اسلامی در رشتهٔ تعلیمات اسلامی و قانون بدست آورد. ایشان در سال‌های ۱۳۸۲ تا ۱۳۸۴ در هفته نامه‌های فجر امید و آرمان ملی فعالیت داشت. همچنین ایشان در سمت مشاور ارشد وزارت حق و اوقاف و عضو شورای اجرایی شورای علمای شیعهٔ افغانستان نیز فعالیت داشته‌است.

## مجلس نمایندگان

### دوره شانزدهم
وی در دوره شانزدهم شورای ملی افغانستان به نمایندگی از مردم ولایت غزنی به پارلمان راه یافت. وی در این دوره عضو کمیسیون تفتیش مرکزی و نظارت بر اجرای قانون بود.

### دوره هفدهم
در دوره شانزدهم مجلس نمایندگان تمامی سهمیه ولایت غزنی به مردم هزاره رسید. در این دوره از انتخابات مجلس نمایندگان، مردم پشتون ولایت غزنی دست به اعتراض زدند و خواهان تقسیم سهمیه ولایت غزنی بر اساس ولسوالی‌های این ولایت شد. به‌همین دلیل انتخابات مجلس نمایندگان در این ولایت برخلاف دیگر ولایت‌ها برگزار نشد و نمایندگان دوره قبل به کار خود تاکنون در مجلس ادامه دادند. محمد عارف رحمانی در این دوره پارلمان معاون کمیسیون امور داخلی مجلس است.